# Znak
Znak (Nederlands: Het Teken) was een rooms-katholieke lekenorganisatie in de vroegere Poolse Volksrepubliek. De Stowarzyszenie Znak (Vereniging Znak) werd in 1956 opgericht als opvolger van de PAX-Groep van Bolesław Piasecki (1915-1979).
Ofschoon Znak geen politieke partij was, waren Znak-leden lid van de Poolse Sejm (parlement). Znak was de enige rooms-katholieke organisatie in Polen die zowel door de communisten van de Poolse Verenigde Arbeiderspartij als door de rooms-katholieke Kerk werd gesteund. Znak kon tijdens haar bestaansperiode contacten opbouwen met Westerse rooms-katholieke bewegingen, zoals Pax Christi, maar ook bestonden er contacten tussen Znak en Oost-Europese christendemocraten, zoals de CDU van Oost-Duitsland en de Tsjechoslowaakse Volkspartij.
Tijdens de antisemitische campagne die in 1968 werd ingezet door Władysław Gomułka - de Poolse communistische leider - was Znak de enige Poolse fractie in de Sejm die zich tegen deze campagne verzette.
In 1976 weigerde parlementslid Stanisław Stomma van Znak samen met een ander parlementslid in te stemmen met het wetsvoorstel om de leidende rol van de Poolse Verenigde Arbeiderspartij in de grondwet op te nemen. Daarop viel de Znak-fractie in Sejm uiteen in voorstanders van het wetsvoorstel en tegenstanders van het wetsvoorstel. De communistische autoriteiten namen daarop maatregelen: De oppositionele Znak-fractie werd verboden. De aan de communisten loyale fractie bleef in de Sejm vertegenwoordigd onder de naam Polski Zwiazek Katolicko-Spoleczny. Deze laatste organisatie verdween in 1980 uit de Sejm. De oppositionele Znak-leden traden vaak toe tot het verzet (Solidarność).

## Prominente Znak-leden
- Jerzy Zawieyski (Pools schrijver, lid van de Sejm en de Poolse Staatsraad 1956-1969)
- Tadeusz Mazowiecki (lid van de Sejm in de jaren 60 en 70, eerste niet-communistische premier van Polen 1989-1991)
- Stanisław Stommi (lid van Sejm tot 1976)
- Stefan Kisielewski (lid van de Sejm)
- Wanda Pieniężna (lid van de Sejm)

Veel leden van Znak waren tevens lid van Club van Katholieke Intelligentsia (Klub Inteligencji Katolickiej) of waren als journalist werkzaam voor Tygodnik Powszechny, een leidende krant.